# 2026年冬季奥林匹克运动会中华台北代表团
2026年冬季奧林匹克運動會中華台北代表團是中華民國（台灣）以「中華台北」名義所派出的第25屆冬季奧林匹克運動會代表團。這是台灣第12次以「中華台北」名義參加冬奧。

## 高山滑雪
中華台北已有一女取得高山滑雪參賽資格。

## 越野滑雪
自1984年薩拉熱窩冬季奧運以來，中華台北首次有一名男運動員和一名女運動員透過基本配額獲得參賽資格，標誌著中華台北重返這項運動。2024-25年國際滑雪聯合會越野滑雪世界盃結束後，中華台北還額外獲得了一名女運動員的參賽資格，但截至2025年3月23日，中華台北還沒有任何符合條件的運動員來填補這些額外的配額。